# Four Seasons Private Residences (Бангкок)
Four Seasons Private Residences (тайск. โฟร์ซีซันส์ ไพรเวท เรสซิเด้นซ์ กรุงเทพฯ) — 73-этажный жилой небоскреб в районе Сатхон (тай.) в Бангкоке, Таиланд. Высота небоскрёба составляет 299,5 метра.

## История
Здание является 4-м по высоте зданием в Таиланде, а также входит в 30-ку самых высоких зданий в Юго-Восточной Азии и самых высоких жилых зданий в мире.
С небоскрёба открывается вид на набережную реки Чаупхрая, и оно выделяется среди других жилых зданий своей высотой. Архитектурный стиль современный, а форма уникальна. Башня принадлежит Four Seasons Hotels and Resorts и спроектирована как жилое pздание для людей. В качестве строительных материалов в основном использовались стекло и бетон.
Здание является частью нового жилищного строительства в Бангкоке, поскольку в город приезжает всё больше туристов и горожан. Небоскрёб называют «одним из последних золотых мест в Бангкоке» из-за огромного по численности населения и небольшой территории для строительства.
Стоимость проекта составила 32 миллиарда тайских бат. По состоянию на сентябрь 2020 года 70 % единиц жилья были проданы, несмотря на то, что в этот момент бушевала пандемия COVID-19.